# Bursera inferdinalis
Bursera inferdinalis là một loài thực vật có hoa trong họ Burseraceae. Loài này được Guevara & Rzed. mô tả khoa học đầu tiên năm 1980.